# Coptis trifoliolata
Coptis trifoliolata là một loài thực vật có hoa trong họ Mao lương. Loài này được (Makino) Makino mô tả khoa học đầu tiên năm 1914.

## Hình ảnh

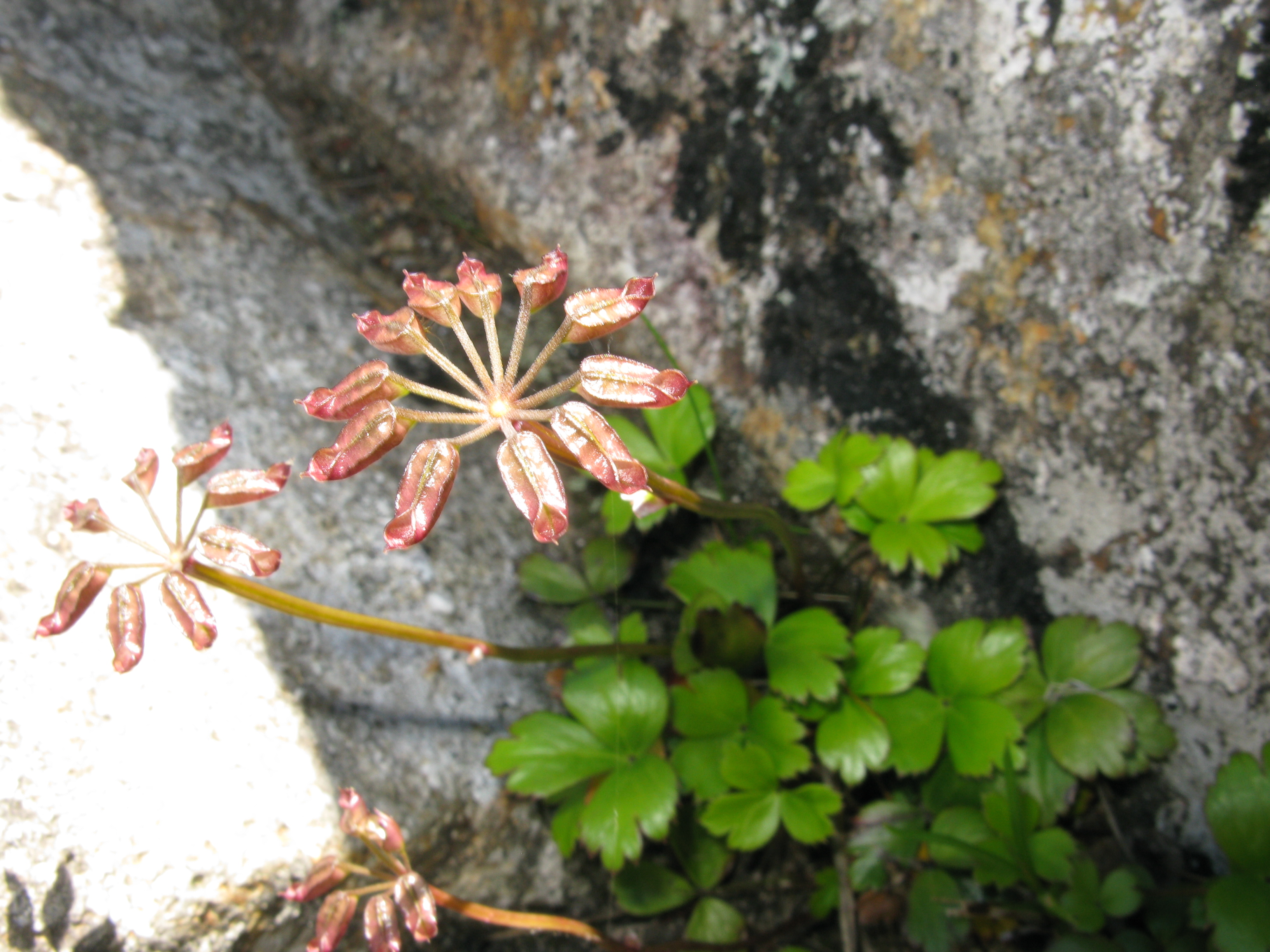
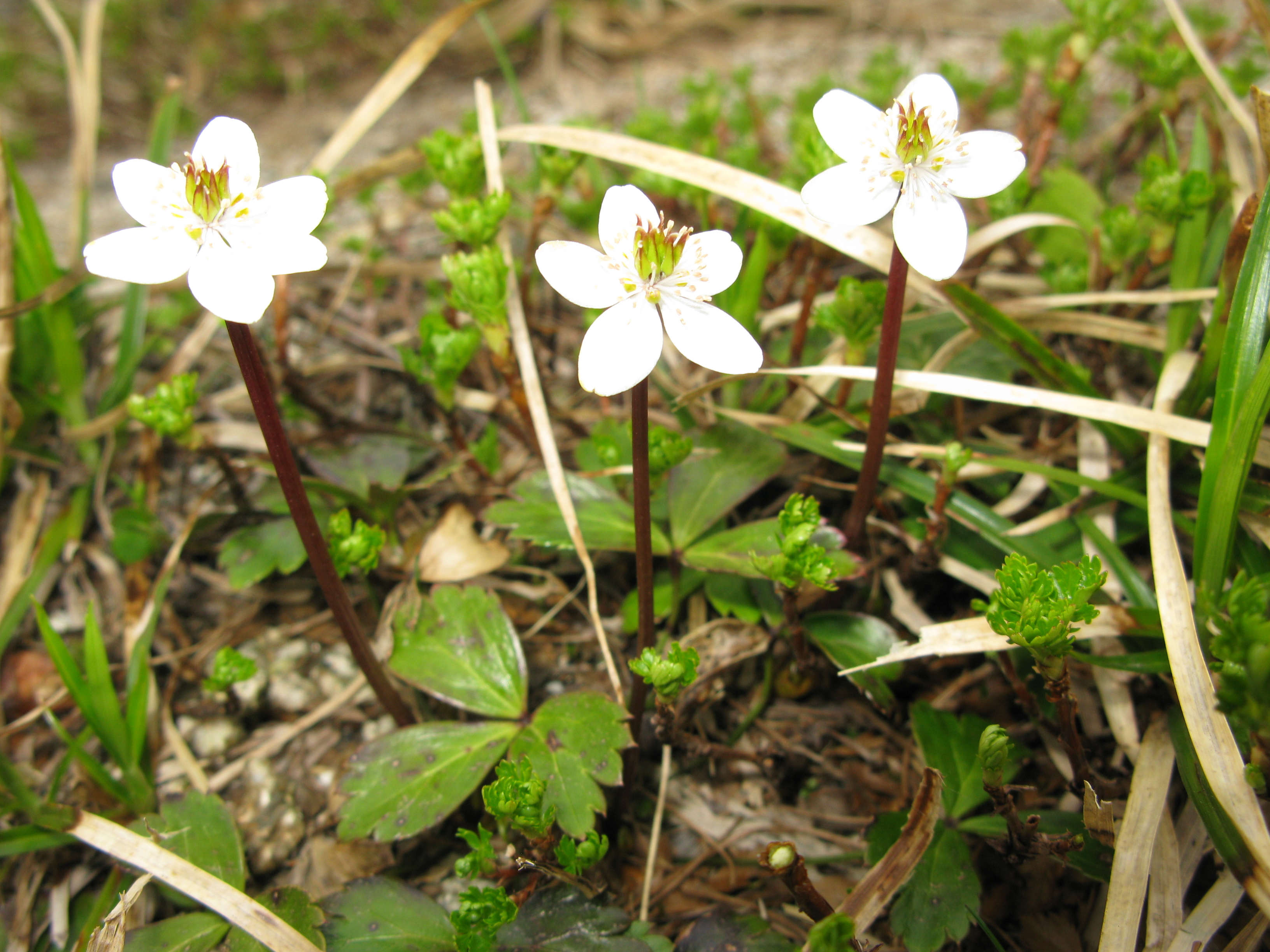
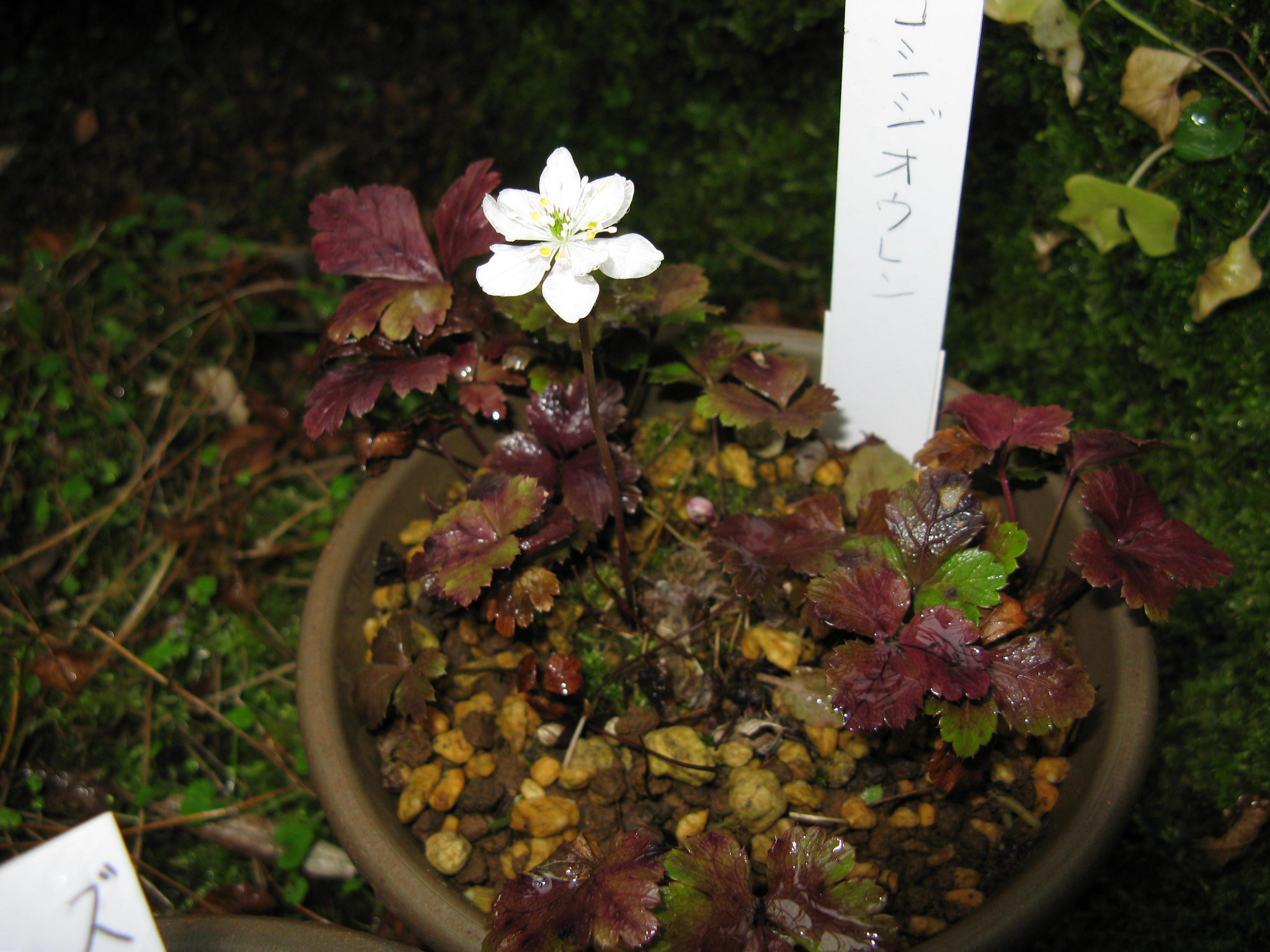